# 威徹特 (伊利諾伊州)
威徹特（英語：Wichert）是位於美國伊利諾伊州坎卡基縣的一個非建制地區。該地的面積和人口皆未知。

## 地理
威徹特的座標為41°03′26″N 87°42′15″W / 41.05722°N 87.70417°W，而該地的平均海拔高度為193米（即633英尺）。